# Evros
|  | For floden Evros, se Maritsa |
Evros (græsk: Περιφερειακή ενότητα Έβρου) er en af Grækenlands regionale enheder, og er en del af periferien Østmakedonien og Thrakien. Dets navn stammer fra floden Evros (også kaldet Maritsa), som ser ud til at have været et trakisk hydronym. Evros er den nordligste regionale enhed, og grænser op til Tyrkiet mod øst, over floden Evros, og til Bulgarien i nord og nordvest. Dets hovedstad er Alexandroupoli. Sammen med de regionale enheder Rhodope og Xanthi danner det den geografiske region Vest-Thrakien . Befolkningstætheden var 34,77 pr. Km 2 (2011).

## Geografi
Evros er en af de største regionale enheder i Grækenland. Den udgør den østlige del af den geografiske region Vestlige Thrakien og omfatter øen Samothrace i det nordlige Ægæiske Hav . Dens længde er omkring 150 km fra nord til syd (undtagen Samothrace). Dens bredde spænder fra 70 til 100 km fra øst til vest. De vigtigste floder er Evros og dens biflod Arda .
Rhodope-bjergene ligger i vest og sydvest. Det Ægæiske Hav ligger mod syd. Evros-dalen er flad. Samothrace er bjergrigt.
Kystområdet har et overvejende middelhavsklima, hvorimod den nordlige del og bjergene har et koldere kontinentalt klima.

## Administration
Den regionale enhed Evros er opdelt i 5 kommuner. Disse er (nummer som på kortet i infoboksen):
- Alexandroupoli (1)
- Didymoteicho (2)
- Orestiada (3)
- Samothrace ( Samothraki, 4)
- Soufli (5)

### Præfektur
Evros blev etableret som et præfektur i 1930 (græsk: Νομός Έβρου), da det tidligere Thrakien -præfektur blev opdelt i Rhodope og Evros-præfekturerne. Som en del af Kallikratis-regeringsreformen i 2011 blev præfekturet omdannet til en regional enhed i regionen Østmakedonien og Thrakien uden ændringer i dets grænser. Samtidig blev kommunerne omorganiseret i henhold til nedenstående tabel.
| Ny kommune (2011)         | Gamle kommuner | Sæde           |
| ------------------------- | -------------- | -------------- |
| Alexandroupoli            | Alexandroupoli | Alexandroupoli |
| Alexandroupoli            | Traianoupoli   | Alexandroupoli |
| Alexandroupoli            | Feres          | Alexandroupoli |
| Didymoteicho              | Didymoteicho   | Didymoteicho   |
| Didymoteicho              | Metaxader      | Didymoteicho   |
| Orestiada                 | Orestiada      | Orestiada      |
| Orestiada                 | Vyssa          | Orestiada      |
| Orestiada                 | Kyprinos       | Orestiada      |
| Orestiada                 | Trigono        | Orestiada      |
| Samothrace ( Samothraki ) | Samothrace     | Samothrace     |
| Soufli                    | Soufli         | Soufli         |
| Soufli                    | Orfeas         | Soufli         |
| Soufli                    | Tychero        | Soufli         |

## Historie
Som en del af Vestlige Thrakien fulgte området skæbnen i denne region. I 1821 deltog flere dele af Evros-regionen, såsom Lavara og Samothraki i oprør, i den græske uafhængighedskrig. Det blev en del af Grækenland i 1920, da det blev afstået af Bulgarien som følge af Neuilly-sur-Seine traktaten. Oprindeligt var det en del af Thrakien præfekturet, som blev opdelt i 1930. Under den græsk-tyrkiske krig (1919-1922) bosatte mange græske flygtninge sig i Evros, og der blev bygget nye byer, herunder Orestiada. Evros-floddalen blev oversvømmet flere gange, hvor de seneste oversvømmelser fandt sted i 2005, 2006, 2014 og i 2021, hvor de flere og største oversvømmelser fandt sted .